# 越谷市立越ヶ谷小学校
越谷市立越ヶ谷小学校（こしがやしりつ こしがやしょうがっこう）は、埼玉県越谷市中町にある公立小学校。

## 沿革
- 1873年5月 - 越ヶ谷学校として開設
- 1892年8月 - 越ケ谷尋常小学校に改称
- 1902年4月 - 校旗制定
- 1922年3月 - 越ケ谷尋常高等小学校に改称
- 1928年4月 - 越ケ谷実践女学校を廃止して越ケ谷実科高等女学校を併設
- 1930年4月 - 越ケ谷実科高等女学校が県立越ケ谷高等女学校に昇格
- 1939年8月 - 校歌制定
- 1941年4月 - 埼玉県南埼玉郡越ケ谷国民学校に改称
- 1942年2月 - 校旗制定
- 1947年4月 - 埼玉県南埼玉郡越ヶ谷町立越ヶ谷小学校に改称
- 1954年11月 - 越谷町立越ヶ谷小学校に改称
- 1958年5月 - 開校記念日を設定
- 1958年11月 - 越谷市立越ヶ谷小学校に改称
- 1968年4月 - 越谷市立南越谷小学校を分離
- 1970年4月 - 越谷市立東越谷小学校を越谷市立越ヶ谷小学校内に開設
- 1976年4月 - 越谷市立宮本小学校を分離
- 1984年3月 - 校旗制定[1]

## 教育目標
- 正しく考える子
- 強く生きる子
- 仲よく明るい子[2]

## 通学区域
- 赤山町一丁目 - 全域
- 赤山町二丁目 - 全域
- 赤山本町 - 全域
- 越ヶ谷一丁目 - 全域
- 越ヶ谷二丁目 - 全域
- 越ヶ谷三丁目 - 全域
- 越ヶ谷四丁目 - 全域
- 越ヶ谷五丁目 - 全域
- 越ヶ谷本町 - 全域
- 御殿町 - 全域
- 中町 - 全域
- 宮本町一丁目 - 全域
- 柳町 - 全域
- 弥生町 - 全域[3]